# Artemisia granatensis
Espèce
Statut de conservation UICN

EN : En danger
Espagne, Sierra Nevada
Artemisia granatensis Boiss., communément appelée Manzanilla de Sierra Nevada ou Manzanilla real, est une plante herbacée de la famille des Asteraceae, endémique des montagnes de la Sierra Nevada, en Espagne. Pousse dans les prairies sur des pentes raides.
En danger, selon la Liste rouge de l'UICN des espèces menacées (2013).

## Description
Artemisia granatensis est une plante cespiteuse, c'est-à-dire qu'elle forme des touffes compactes, mesurant entre 5 et 12 cm de hauteur. La plante est entièrement recouverte de poils soyeux blancs, lui donnant un aspect argenté.
Les tiges sont érigées, généralement simples ou parfois peu ramifiées. Les feuilles sont alternes, avec les feuilles basales mesurant jusqu'à 1,5 à 2 cm de long. Ces feuilles sont nombreuses, pétiolées et présentent une division palmatilobée, avec une forme générale en éventail. Les feuilles situées plus haut sur la tige sont soit tripartites, soit entières, avec des segments de 0,3 à 1,5 mm de largeur.
La plante a un nombre chromosomique de 2n = 18.

## Inflorescence
Les capitules, ou inflorescences, mesurent entre 5 et 8 mm de diamètre et sont de forme disciforme, érigés et hémisphériques. Ils peuvent être solitaires ou regroupés par 2 à 5 en panicules corymbiformes. Les bractées entourant les capitules sont disposées en plusieurs rangées, de forme ovale à oblongue, avec des marges écailleuses foncées, et sont très velues. Le réceptacle des fleurs est glabre.
Les fleurs sont toutes tubulées, au nombre de 30 à 80 par capitule. Les fleurs externes sont femelles, tandis que les internes sont hermaphrodites, avec des sommets de couleur pourpre foncé et très poilus.

## Fruits
Les fruits sont des akènes dépourvus de pappus.

## Recherche
De nombreux membres de ce genre contiennent des lactones sesquiterpéniques potentiellement allergéniques pouvant provoquer des réactions cutanées.
En étudiant cette plante, les chercheurs ont découvert des composés, notamment des monoterpènes, des sesquiterpènes, des lactones et des spiroacétals polyacétyléniques qui repoussent efficacement certains insectes nuisibles, ce qui pourrait être utile pour protéger les cultures.